# Hydroglyphus flumineus
Hydroglyphus flumineus är en skalbaggsart som först beskrevs av Omer-cooper 1959.  Hydroglyphus flumineus ingår i släktet Hydroglyphus och familjen dykare. Inga underarter finns listade i Catalogue of Life.